# رندة قسيس
رندة قسيس سياسية وكاتبة سورية، تتولى رئاسة منصة آستانا السياسية، ورئيسة حركة المجتمع التعددي والرئيسة السابقة للهيئة العامة للائتلاف العلماني الديمقراطي السوري المناهض للنظام الحالي في سوريا. تعد إحدى رموز الفكر العلماني العربي الذي يسعى إلى إحداث تغيير في واقع المجتمعات العربية، حيث تعتقد رندة قسيس أن الفرد في هذه المجتمعات يعاني من استبداد الثالوث المستبد بحسب وصفها؛ وهو ثالوث الاستبداد السياسي والاجتماعي والثقافي.

## عنها
بدأت قسيس حياتها المهنية كفنانة تشكيلية، لها العديد من اللوحات حيث أقامت العديد من المعارض الفنية في الشرق الأوسط وأوروبا في محاولة منها لإستخراج التجارب الفردية والجماعية الموجودة في ثقافات عدة بهدف الوصول إلى خلق نموذج جديد من الإنسان، واكتشاف الحياة المترابطة مع الحرية بشكلها الواسع وليس بمفهومها الضيق الذي لا يتجاوز سلوكيات معينة، باحثة عن أداة للتعبير تستطيع من خلالها الغوص في الأعماق لاكتشاف الحياة من خلال البحث المستمر عن المعرفة والمحاولات المكثفة لتوسيع الإدراك.
بعد سنوات اتجهت إلى دراسة المسرح ومنه استلهمت طريق الكتابة والأبحاث المختصة في علم النفس الأنثربولوجي. أصدرت كتابها «سراديب الآلهة» الصادر عن «إي كُتُب» في لندن. فتقول في مدخل الكتاب: «إن التشبث بالقديم لا يعود إلى عجز العلم عن إعطائنا الأجوبة، بل يعود إلى الخوف من الشعور بالخطأ. فإذا امتلكنا الشجاعة الكاملة للنظر إلى الماضي البعيد وتفكيك محتوياته، عندها نستطيع اقتحام فضاءات واسعة من المعرفة ليتملكنا الشعور بالفخر. فعندما تبدأ أصابعنا بلمس ذاك الوهج الكاشف لأعماق البشرية الغائصة في كينونتها الطبيعية، سوف نتعلم أن الخطأ جزء لا يتجزأ من الصواب، بل هو الطريق المؤدي إلى فتح محاور متعددة للمعرفة نفسها.» وتضيف قسيس: «لقد أعددت هذا الكتاب، ليس من أجل نفي أو إثبات ديانات أو أخلاقيات، وإنما من أجل أن ننظر في سراديب الذات التي جاءت منها. وهذه خطوة أولى فيما أظن أنه مشروع يستحق التوغل فيه بهدف التحرر من جميع القيود التي تكبل فكر الإنسان من أجل ولادة جديدة للفرد في هذه المجتمعات».
انضمت رندة قسيس إلى المجلس الوطني السوري باسم كتلة الائتلاف العلماني الديمقراطي السوري مع آخرين من ذات الكتلة. وهي تنشط ممثلة للدفاع عن حرية المرأة العربية وكافة الحقوق الإنسانية للناشطين الآخرين من دعاة الحرية، وهي متحدثة دائمة الظهور على وسائل الإعلام الفرنسية، على الأخص في الصحيفة الفرنسية اليومية فرانس سوار، إضافة إلى مشاركاتها في قنوات فرانس 24، فرانس 5 وراديو فرنسا الدولي.
في 2007 أسست رندة قسيس جمعية «حرية التعبير» مع عدد من الإعلاميين العرب في باريس، تتبنى الجمعية الدفاع عن حرية التعبير وديمقراطيته في العالم العربي، حيث تؤسس الحركة إلى ضرورة إعداد كوادر وآراء وأفكار مختلفة تتقاطع فيما بينها لإنشاء ثقافة جديدة متنوعة تستطيع دغدغة مشاعر أفراد المجتمعات لتمكنهم من القفز إلى مستقبل أفضل. مؤكدة أن العلمانية لا تتلخص بمفهوم ثابت، بل تتلخص بذلك المتغير العاكس لمبدأ التطور والناتج من عملية فصل ما بين العقل المرتكز على أساس التجربة المعرفية وبين المشاعر الروحانية الناشئة عن التفاعلات النفسية. حيث تكون الأسس والقوانين الأخلاقية الجامعة بين الأفراد قائمة على أساس المصلحة المشتركة لإنشاء عملية توازن تصب في خانة الفرد وكتلته في آن واحد. كما تشجع الحرية غير المشروطة ومبدأ التشكيك والنقد الذي يدفع الإنسان نحو الإبداع والعمل الفكري.
تعتبر قسيس أن قضية لا تلغي قضية أخرى ومن هنا جاء اهتمامها بحقوق الحيوان (العنصرية الرابعة) الذي دفعها لتأسيس ملجأ للكلاب والقطط الشاردة في منطقة بيلوبونيز اليونانية عام 2014.

## الأعمال

### مؤلفاتها
نشرت العديد من المؤلفات ومنها على سبيل المثال:
- سراديب الآلهة (2012)؛ الناشر: إي كُتُب.[14][15][16][17]

يسلط الكتاب الضوء على مرحلة ما قبل حقبة الروحانيات والتي صاغ بها الإنسان الأول الركائز الأولى للأخلاق، حيث أبحر مع وعيه الأخلاقي في خضمّ معطياته النفسية التي جعلته يُنصّب في أعماق نفسه قاضيًا يستمد قوته من ذاته الداخلية، قبل أن يعود ليُهرّب هذه الذات من قضبان النفس الداخلية إلى الأفق الخارجي فيما بعد. ويتطرق الكتاب إلى نشأة الوعي الأخلاقي من رغبات نفسية فردية، كان قد تم جمعها وغربلتها لتشكل سلوكيات أخلاقية تصب في مصلحة الوعاء الجماعي. حيث تغيرت هيكلة هذه السلوكيات، عبر العصور والأزمنة، تحت مؤثرات عدة، بما فيها عامل المناخ، لتتحول إلى ركائز أخلاقية للشعوب، وإلى ممرات مختلفة لتطور الثقافات.
يقول الكاتب علي الصراف في تقديمه لكتاب سراديب الآلهة:
أن الإنسان قد أضاع الطريق في فهمه وتطبيقه للجنس مرتين؛ الأولى، عندما أخرجنا الجنس من طبیعیته لنمارسه كنوع من قیود وضوابط وحدود. والثانیة عندما حوّلناه منفوضى غرائز إلى نظام اخلاقي صارم. في الضیاع الأول، لم یعد الجنس جنسا، لا بالمعنى الإنساني ولا بالمعنى الطبیعي. فالممارسة الغریزیة صارت عملا آلیا من جھة، ومحملا، من جھة أخرى، بالكثیر من الافتراضات والأوھام والمخاوف والأساطیر. أما في الضیاع الثاني، فقد تم تتویجه بـ الأدیان التي حاولت أن تضفي على تلك الأساطیر طابعا مقدسا. ھذا التصعید الذي صار إلھیا، إلى أبعد الحدود، لم یُفقد الجنس معناه ووظیفته فحسب، ولكنه أخرج الأخلاقیات عن إطارھا الذي كان یمكنه أن یُعنى بالرقي الاجتماعي والإنساني. لا شك أن نوعا من التنظیم كان ضروریا للحفاظ على آلیة ما لاستمرار النوع، وللمحافظة على الاستقرار الاجتماعي نفسه. إلا أن انفلات ذلك التنظیم لیصبح جزءا من مقدس أسطوري، جعل من الجنس أداة للتشویه والدمار الذاتي أكثر منه لحفظ النوع. وما من أحد في ثقافتنا العربیة، تمكن من أن ینبش جذور الحقیقة في العلاقة بین الأصل والفروع مثلما فعلت رندا قسیس.
ويستطرد الأستاذ علي الصراف في مقدمته لهذا الكتاب: " لقد أرادت قسیس أن تتفحص معالم وتضاریس أخلاقیاتنا وطبیعتھا الدینیة، ولكنھا انتھت إلى ما یمكن أن نعتبره مشروعا للتحرر، لم تتمكن أحزاب بكاملھا أن تخوض فیه. لقد  كسرت أیقونة الأخلاقیات الدینیة نفسھا، وكشفت عن فضیحتھا، كعلاقة جھل وخوف وتشویه. ويختم تعليقه قائلاً: " لقد وضعت رندا قسیس یدھا على المحرم، وكشفت عن وجھه طوطمه. إنه بذلك، كتاب كفر، من الطراز الأول. وكاتبته تستحق الرجم. ولكنھا لا تخشاه".
- الفوضى السوريَّة (2014)؛ الناشر: Editions Dhow.[18][19]

بعد مرور مائة عام على اتفاقيات سايكس بيكو، نسف تنظيم الدولة الإسلامية «داعش» الحدود التي تم تتبعها بشكل مصطنع في بداية القرن الماضي من قبل فرنسا وبريطانيا في الشرق الأوسط. في كل من سوريا والعراق، حيث تمكنت داعش من تجميع الدول الفاشلة وجيوشها معًا، لجلب الفوضى والإرهاب إلى المنطقة. وهذا ما دفع المجتمع الدولي الذي أدان سابقًا نظام بشار الأسد السوري الوحيد وحلفائه (روسيا، إيران)، أن يتخذ أخيرًا مقياس التهديد الإسلامي. يتناول الكتاب عبر 438 صفحة موضوع «الفوضى السورية» التي أصبحت بؤرة الصراع الواضح الآن بين المسلمين السنة والشيعة، والقومية العربية يوتوبيا فاضلة ذات طموحات عالمية، بعيدًا عن أن يكون صحيحًا من الناحية الجغرافية السياسية ويرفضون الوقوع في فخ المانوية، وتعد السياسية رندة قسيس رئيس منصة أستانا السياسية جزءًا من المعارضة السورية، وبالتالي فهي تستقي معلوماتها من داخل الأطراف المختلفة للنزاع، حيث تقدم تحليلًا تاريخيًا واجتماعيًا للفوضى السورية، مع استكشاف سبل إنهاء الأزمة القائمة على البراجماتية والحوار السياسي، وهي الطرق الوحيدة التي من المحتمل أن تسمح بالمصالحة الوطنية وحماية الأقليات ومكافحة «الشمولية الخضراء».
- من الثورات العربية حتى الجهاد العالمي (2016)؛ الناشر: L'Artilleur, coll. Toucan essais.[20][21]

أصدرت رندة قسيس مع الكاتب ألكسندر ديل فالي كتابها الثاني عن الفوضى السورية تحت عنوان «من الثورات العربية حتى الجهاد العالمي» يستعرض الكتاب عبر 448 صفحة الهجمات التي وقعت في باريس وبروكسل التي أراد «داعش» من خلالها أن يذهل المواطنين الأوروبيين من خلال إظهار القتل العشوائي وأن كل «كافر» يجب أن يخاف من مقاتلي الله. وأوضح الكاتبان أنه بالنسبة إلى الجهاديين لم تعد أوروبا مجرد قاعدة خلفية، فقد أصبحت مسرحًا رئيسيًا للعمليات في صراع معولم الآن تشكّل فوضى سوريا والشرق الأوسط مركزه. ولم تبدأ الحكومات الغربية - حسب الكتاب - بمجرد إدانتها للنظام السوري الوحيد وحلفائه، في إعادة الاتصال بالواقعية الجيوسياسية حتى هذه الهجمات المروعة وتنفيذ إستراتيجية فلاديمير بوتين في سوريا. لكن الغرب لا يزال يعتبر الإسلاميين متعصبين مثل جيش الإسلام كممثلين شرعيين للمعارضة السورية التي تتحدث عن تحالف الغربيين مع حلفائهم الخليجيين وحلفاء أنقرة. وفقًا للمؤلفين يفسر هذا جزئيًا الانتشار المذهل للخلايا الجهادية في أوروبا، وهو الوجه المغمور لجبل جليدي إسلامي يخرب ديمقراطيات المناطق الداخلية. بعيدًا عن أن يكون صحيحًا من الناحية الجغرافية السياسية، ويقترح المؤلفان منظوراً تاريخياً للثورات العربية والفوضى السورية فضلاً عن التفكير في مبادئ السياسة الواقعية.
- سوريا وعودة روسيا (2018)؛ الناشر: Editions des Syrtes.[22][23]

يتميز الكتاب بأنه نتيجة لتجربة المؤلفة الشخصية على أرض الواقع كسياسية سورية، حيث إن الهدف الرئيسى من الكتاب هو تزويد القارئ الغربي بنظرة عامة على الوضع الجغرافي السياسي للدول الكبرى في هذه المنطقة الاستراتيجية، بعد ست سنوات من بداية ما أطلق عليه بثورات الربيع العربي والتي تحولت بسرعة إلى الشتاء الإسلامي، ومع ظهور الإسلام السني الراديكالي، سواء في نسخته الناعمة التي تجسدها جماعة الإخوان المسلمين المنتصرة في العديد من الانتخابات الديمقراطية، كما هو الحال في الإرهاب المروع التي تجسده داعش وغيرها من التنظيمات، والتي ليست سوى الوجه الناشئ للاستبداد الأخضر الذي خلق توازن القوى الجديد في سوريا منذ التدخل العسكري الروسي في سبتمبر 2015 والنصر على الجهاديين، ويطرح الكتاب في صفحاته عبر 438 صفحة الظروف اللازمة لبدء المرحلة السياسية لتسوية النزاع السوري الذي سوف يتشكل في إطار قمة سوتشي التي تنظمها روسيا مع شركائها الأتراك والإيرانيين، والهدف منها هو جمع كل أنصار الصراع حول طاولة واحدة عام 2017، حيث عملت «منصة أستانا السياسية» التي تترأسها الكاتبة والسياسية رندة قسيس مؤلفة الكتاب على صياغة دستور يهدف إلى تنظيم علاقات القوى بين الطوائف الجديدة وشكل النظام المستقبلي على أساس الضمانات المتبادلة.

## مقالات
نشرت العديد من المقالات ومنها على سبيل المثال:
- أسلمة الانتفاضة وخسارة سوريا:

حيث تناولت معاناة الانتفاضة السورية منذ بدء اندلاعها في وجه نظامها من كسب استمالة ما تسميه بالأقليات الإثنية والطائفية الدينية وفئات أخرى ما زالت متخوفة من فقدان بعض حرياتها الفردية التي تتمتع بها في ظل النظام السوري الحاكم في حال مجيئ الإسلاميين إلى الحكم. مؤكده أن المعادلة في سوريا تتجاوز حدودها الجغرافية، فهناك نفوذ اقليمي يدعم هذه الحركات ويمدها بالمال الوفير، وهذا ما يجعل من الإسلاميين لاعبين فعليين على الساحة السورية وذوي تأثير فعال على مسار الانتفاضة السورية لإبراز تيارات دينية خاصة، ليكون ذلك على حساب فئات أخرى في سوريا والتي تشكل القسم الأكبر إذا ما جمعناها في جبهة واحدة، والراغبة في إحداث تغيير كامل يشمل بما فيه تغيير ثقافي، اجتماعي وفكري.
- الشارع المنتفض: صانع مصائر الشعوب:

كتبت في موقع الحوار المتمدن أنه لا شك من أن هناك أسباب عديدة سمحت للأصولية الوهابية القادمة من المملكة العربية السعودية بالتوغل في نسيج المجتمعات العربية التي تعاني من فقر وبطالة وفساد حكومي واضطهاد الفرد وتأطيره وتهميشه، وقد استفادت هذه الحركات الأصولية من حالة الاختناق التي تعاني منها هذه المجتمعات، وهنا علينا التنويه إلى حالة «الفراغ الثقافي» الذي استطاع أن يمتد إلى أطياف المجتمع، فبعد قيام الأنظمة العربية القمعية باضطهاد مثقفيها و«شيطنتهم»، تمكنت من خلق هوة ما بين الشارع وقادة الفكر فيه، ليسجنوا أنفسهم (أي المثقفون) داخل أسوار «غيتو» نخبوي، لتنشأ قطيعة بينهم وبين الشارع بشكل كامل.
- النظام السوري وفلسفة الاستبداد:

«نظرية المؤامرة» التي رأتها أنها ليست حكراً على الشعب السوري، فنراها عند كل الشعوب المسلوبة والمغتصبة من قبل حكامها، ونراها عند بعض أصحاب التوجهات الدينية الرافضين لمواكبة قطار الحياة، «فنظرية المؤامرة» هي الدواء الوحيد للشعوب العاجزة عن إعطاء الجديد والعاجزة عن إدراك المختلف، فما لا شك فيه ان هناك مصالح لدول ومصالح لشعوب أخرى تتضارب فيما بينها، وتسعى كل منها إلى مد هيمنتها على الأخرى.
- الثورات العربية والإسلام السياسي:[27]

أكدت أن التمثيلات العقلية المسجلة والمختزنة في الذاكرة الجماعية لها أثرا كبيرا في توجيه الإدراك وتبني سلوكيات معينة ضمن خطوط رسمت للأفراد، وهنا نجد أن الثقافة الإسلامية اعتمدت على تجريد الشعوب المتأسلمة من تاريخها، لتجعل نفسها نقطة البداية للمعرفة والعلوم نافية بذلك العطاء الإنساني السابق لها. محاولة بذلك ايجاد خط واحد لآلية التفكير وبالتالي تكون قدرة التحكم بالأفراد أكثر يسرا.
- تمرد البوعزيزي بداية مشروع لحياة جديدة:[29]

قالت في مقالها الذي نشر في 1 يناير 2011 أن ما أقدم عليه الشاب التونسي محمد البوعزيزي وتمرده العفوي على الأوضاع المزرية في مجتمعه، والتي تبعتها اضرابات ومظاهرات في تونس، تؤكد لنا وجوب اللجوء أحياناً إلى اختيار الموت من أجل مشروع ولادة جديد، وأضافت أن ما يحل في تونس لهو بداية الوعي للحرمان واختيار صائب للعراك من أجل السعي وراء الإشباع والاكتفاء، معتبره أنها بداية اليقظة التي تأتي بعد غيبوبة طويلة، وأن حالة البوعزيزي هي حالة واحدة يتقاسمها شابات وشبان المجتمعات العربية، وانه شعور العجز لتحسين الأوضاع وفقدان أدنى الحريات الفردية لصالح طبقة سلطوية لا تعرف إلا لغة التعذيب وانتهاك الحياة والموت في آن واحد.
- أين موقع الثقافة العربية من العلمانية؟:[30]

أكدت أنه من حين إلى آخر تطل علينا اقتراحات تؤكد حتمية وجود النظام العلماني في المجتمعات العربية، لتخرج أصواتاً أكثر صراخاً وأكثر تعداداً من قبل الجهات الدينية المخالفة للأولى ترافقها صيحات استنكار من أفراد هذه الشعوب محتجين على المؤامرة العظمى التي تخاط منذ قرون على مجتمعاتهم، وأَضافت انه من الملاحظ وبشكل واضح تأجج حالة التعظيم عند أفراد هذه الكتل من خلال مفرداتها المتكررة والمتجلية باعتقادات وهمية مركزة على مؤامرة بقاع الأرض ضد بلدانهم، وكيف لا وهم أبناء السماء التي اصطفتهم من دون غيرهم، وشبهت هذه الحالة بحالة المريض المقهور من محيطه، حيث نراه وتحت كم من الضغظ يلجأ إلى تعويض ما ينقصه من خلال هلوسات مزمنة تعكس هذه الحالة واقع عدم اكتفاء الفرد على جميع الأصعدة وانسحاقه الشديد تجاه كتلته الجماعية المتقمصة بالسلطة ورجال الدين والعائلة .. فنراه يردد وبشكل آلي جميع المفردات التي غرستها جماعته في أعماقه.

## مُحاضرات
أقامت العديد من المحاضرات ومنها على سبيل المثال :
- خيارات الحل السياسي في سوريا:

في 26 مارس 2018 ألقت رندة قسيس رئيسة منصة استانا السياسية، محاضرة بعنوان «خيارات الحل السياسي في سوريا»، في مدينة لاهاي الهولندية بدعوة من منظمة العدالة السورية، ركزت المحاضرة عن طبيعة الحل السياسي الذي يحتاجه السوريون في هذه المرحلة وضرورة عدم إغفال المتغيرات الدولية في هذا الصدد تماشيا مع مفهوم الواقعية السياسية التي تحتم على كل سوري السعي لإيقاف نزيف الدم والتعاطي بإيجابية مع الحلول الدولية التي تخدم قضية الانتقال السياسي.
- منتدى ميدايز بطنجة:

شاركت رندة قسيس في منتدى ميدايز الدولي بطنجة عدة دورات، ومنها عام 2013 - قبل مؤتمر جنيف 2 ـ حيث صرحت بأن الأولوية في التعاطي مع الشأن السوري يجب أن تعطى لإمكانية وقف أعمال العنف من أجل وضع حد لإراقة الدماء وتخفيف المعاناة عن السكان المدنيين، وأكدت قسيس أن الحل السياسي هو الحل الوحيد للخروج من الأزمة السورية ويشترط بذلك مشاركة جميع قوى المعارضة في الوفد المعارض، وأصرت على أن احتكار الائتلاف الوطني السوري لوفد المعارضة لن يؤدي إلى أي حل سياسي في سوريا.
- الحديث عن أقليات الشعب السوري في الميديف:

أوضحت رندة قسيس في محاضرة لها في ميديف – فرنسا (30 أغسطس 2012) أن هناك تباينًا في الأقليات السورية لا يقتصر فقط على الأقليات الدينية، بل توجد أقليات إيديولوجية، مؤكدة أن غالبية هذه الأقليات، لا تدعم حق التمرد في سوريا لعدة لأسباب منها خوفهم من المجهول، الذي يكمن في صعود التنظيمات الإسلاموية، خاصة أن المجتمع انتقل إلى مرحلة أخرى بعد التظاهرات السلمية بتسليح المدنيين وهذا هو الأخطر. وأشارت قسيس أنها نبهت عدة مرات لهذا الصعود، الذي أصبح أقوى، خاصة مع انتشار مقاطع فيديو تُظهر انتهاكات كبيرة ضد البشر.
- أحاديث متنوعة[35]
- كلمة في المدرسة الوطنية للمعلوماتية[36]
- ثورة تونس[37]

## كتب عنها

### كتب
- المسلمون والعلمانيون في التمرد

يحكي عن قصة رندة قسيس وسيرتها الذاتية وموقفها من الإسلام والعلمانية مع شخصيات نسائية أخرى، يقول الكاتب أن والد قسيس كان معارضا لنظام الأسد، بينما كانت والدتها تدافع عن النظام وترى أنه يحافظ على أمن سوريا، وفي سن المراهقة بدأت رندا تتمرد على الوضع المحيط بها لتقرر أن تغادر دمشق وتلحق بشقيقها بباريس، لتدخل عالم الفن التشكيلي وتبرز فيه بقوة من خلال الكثير من اللوحات والتي استطاعت أن تعبر فيها عن نفسها من خلال لوحاتها النسائية الممزوجة بالفضاءات الواسعة، لتنجح بعدها في تسجيل اسلوب رسم «العاري المستخبي» بأسمها، إلا أنها ابتعدت عن الرسم تدريجيا حيث تبنت اداة أخرى للتعبير عما يجول في عقلها من افكار وتستعرضها من خلال القلم لتلمع في عالم الكتابة أيضا. ومن لعبة كيك بوكسينغ، ركلت قسيس الفن والمسرح الذي درسته لتذهب إلى عالم السياسة عام 2008 وتستكمل مسيرتها.
يقول الكتاب أنها واحدة من أوائل النساء اللاتي انتقدن الأديان بشكل علمى على شبكة الإنترنت، وبعد «الربيع السوري»، انضمت إلى المجلس الوطني السوري الذي استقالت منه في سبتمبر 2012 عندما أكدت على ظهور الإسلاميين الراديكاليين في سوريا، لتأسس حركة المجتمع التعددي، بهدف إقامة «جمهورية سورية حرة ديمقراطية علمانية» ونشر الوعي الديمقراطي وتطوير قواعد التفكير فيما يخص مفهوم الحرية والعدل واحترام الاختلاف..
وقبل كل شيء، تريد قسيس إسقاط نظام بشار الأسد، وتحاول التوصل إلى حل وسط مع بعض المدافعين عن النظام لإنهاء حمام الدم في البلاد. فمن خلال نشاطها المكثف من خلال حملات تهدف لخلق مجتمع تعددي وعلمانى. رندة مقتنعة بأن التقدم سوف يتم عن طريق النساء لأنهن ليس لديهن ما يخسرنه، هدفها أن تكون في موقع مسئول حيث تستطيع البدء بالتغيير للوصول لمجتمع حر يكون فيه الفرد حرا ومسئولا مما يجعل سوريا دولة ديمقراطية علمانية لكافة أطياف المجتمع السوري.
- المزدري - سجون الله

يقول فيه وليد الحسيني مؤلف الكتاب «اننى ممتن للابد إلى السياسية والكاتبة السورية رندة قسيس التي ساعدتني ونصحتني بطرق متعددة، إنني أدين إليها بكل شئ قد فعلته معى في فرنسا.. وإننى اعتبرها إلهى الروحى ومثلى الأعلى وممتن جدا لدورها الرائد من أجل حقوق الإنسان والحيوان ونضالها من أجل الثورة السورية».
- لا ! أصواتنا ليست عارََا - مقابلات مع مثقفات من عالم الإسلام

تدين فيه رندا الثقافة الإسلامية التي تمنع أي تحرير لخيال الإنسان.. وتقول أنها ثقافة جماهيرية «تسحق الفرد».. إنها تدين ثقافة «غشاء البكارة»، البكارة بأنها «شهادة حسن السيرة والسلوك». وتوضح أنه فيما يتعلق بموضوع البكارة في الإسلام ، يمكننا تسليط الضوء على سخافة إصلاح غشاء البكارة ، هذه البكارة الزائفة التي تستجيب لنفاق المجتمع الإسلامي. بالنسبة إلى رندة«لقد أصبح الجنس هو المحرك الرئيسي وغير الواعي للتفكير الإسلامي».

### صحف
- تحت عنوان «رندا قسيس.. والواقعية السياسية في سوريا» كتب الكاتب الصحفى فواز رشيد : إنه من الممكن أن نقول إن أحلام الشعوب تصغر وتقل أمام مصالح الساسة والدول ، ولكن السياسة أيضا فن الممكن والواقعية السياسية هي جوهر العمل الصحيح في زمن الحرب والدم، ورندا قسيس المعارضة السياسية السورية والكاتبة المعروفة هي محور نموذجي للحديث عّن هكذا واقعية راهنة ، ومن خلال ثلاث نقاط رئيسة :

أولاً: الخط العلماني الديمقراطي الواضح لـ ” قسيس” يجعلها معارضة ذات بعد شعبي ربما يكون نخبوي أحياناً ولكن ليس بالقليل، فكثير من الأفكار والقيم والتطلعات مشتركة وواسعة الانتشار لدى تيار واسع وعريض في المجتمع السوري.
ثانياً: الطرح العقلاني القائم على حاجات الناس وآمالهم في التغيير نحو الأفضل في بلدهم، وليس بيع الأوهام، ومن هنا أستطيع القول إن واقعية ”قسيس" السياسية تتعداها إلى الواقعية الاجتماعية من حيث الأهداف والحلول، ولعل ما تحدثت عنه في ” مبادرة آستانا ” هو عنصر هام وفعال في إيجاد نهاية للظلم والحرب في سوريا
ثالثاً: التفرد الواضح برؤية الحالة السورية بعيداً عّن تفاصيل التبعية، وطبائع العملية السياسية لدى البعض، فـ ” قسيس ” ترى الروس مؤثرين وصادقين وجادين فيما يقدمون عليه في سوريا سواء اختلفنا أو اتفقنا على دورهم، وهي بنفس الوقت ترى سقوط النظام يجب أن يسلك طريق التدرج، وأن العنف يولد العنف والنظام أكبر مستفيد من ذلك، بالمختصر المفيد كمال يقال: رندا قسيس ترى أن السوري الثائر والحائر والمؤيد والمعارض إلى آخره ، هم بالتالي أشخاص لو تم تخييرهم بين الحلول الواقعية وأضغاث الأحلام الخليجية والإقليمية حيال سوريا سيختارون الواقعية وهنا بيت القصيد.
- كتب موقع هاشتاج سوريا أن المعارضة السورية رندة قسيس واحدة من الشخصيات المعارضة التي شكلت نوعا من البروباغندا الاعلامية، جعلت منها مادة غنية للحديث عن مستقبل ما لها في توقعات الحدث السياسي، وبدت هذه التوقعات أحيانا، وكأنها مشروع غلاف لمجلة سياسية تتحدث عن المعارضة السورية، حيث عرفت رندة قسيس برئيسة لـ منصة آستانا السياسية، وفي آخر الأخبار المتعلقة بها أنها اجتمعت مع غيناتي غاتيلوف نائب وزير الخارجية الروسي في مدينة جنيف السويسرية خلال اجتماعات الجولة الرابعة في وقت كانت رندة قد استبعدت عن هذه الاجتماعات ..وقالت رئيسة منصة أستانا للمعارضة السورية، إنها بحثت مع مسئولين روس كيفية إنجاح محادثات جنيف، واستبعاد دي ميستورا لمنصة أستانا منها، واعتبرت قسيس أن مسار المحادثات بين الحكومة والمعارضة في جنيف لن يؤدي إلى نتائج، إلا مع رحيل المبعوث الأممي إلى سورية ستافان دي ميستورا.[40]

- تحت عنوان «رندا قسيس.. وزيرة خارجية سوريا التعددية» كتب تيّم الحلبي في جريدة الاتحاد أن بارقةُ أملٍ تلوح في أفق السوريين عبر الإسراع بفك ألغام العملية السياسية المتعثرة منذ خمس سنوات، وعلى ضوء ذلك تبرز إلى سطح الأحداث من جديد وجوه سورية معارضة اكتسبت شهرة وثقة نسبية جيدة رغم الكم الهائل من الإشاعات أحياناً، ولعل السياسية السورية المعروفة ” رندا قسيس ” هي صاحبة الحظ الأوفر بين هولاء، لأنها تمثل المرأة السورية الحرة بصلابة مواقفها، وعمق نظرتها، كما تستحق من السوريين المتابعين بنهم لمجريات الأحداث لقب «الدبلوماسية الوازنة» في زمنٍ خفت فيه أوزان المتاجرين بقضية هذا الشعب العظيم، قسيس التي تثبت الوقائع يوماً بعد يوم قوة تمسكها بعلمانية وديمقراطية بلدنا التعددي تستحق منا التأمل بعمق ونحن نقرأ كنه معايير العملالسياسي الرصين لديها، لأنها قادرة على تقديم سوريتنا بشكل واقعي ومنطقي إلى العالم، فحين تابعت قبل أيامٍ ليست بالبعيدة إستقبال وزير خارجية روسيا الإتحادية سيرغي لافروف لها، تملكني الفضول أن أراقب تفاصيل تصرفات هذا المرأة الحديدية – كما وصفها يوماً إعلامي شهير اعتز بصداقته – ناهيك عن كونها مثقفة ومتمرسة في فنون العمل الدبلوماسي المقنع.[41]

- تحت عنوان «الاغتصاب الفكري للمرأة» كتب الكاتب خضير طاهر أنه أثناء مشاهدته لأحد برامج القناة الفرنسية (فرنس 24) الناطقة باللغة العربية الذي خصصته لمناقشة قضية ارتداء البرقع أو النقاب الذي هو تغطية كامل الوجه من قبل المسلمات في فرنسا.. لفت نظري مصطلح ((الأغتصاب الفكري للمرأة)) الذي استخدمته الباحثة والفنانة التشكيلية السورية المقيمة في باريس رندا قسيس في ردها على المحاور الآخر العربي المسلم الأستاذ الجامعى محمد ديكوري المحاضر في مجال حوار الثقافات حيث كان يدافع عن ارتداء المرأة للبرقع بحجة ان هذا جزء من حريتها الشخصية!.. لذا فإن مصطلح الاغتصاب الفكري هو في غاية البلاغة والدقة في توصيف أوضاع المرأة المسلمة، وماتتعرض له من قمع وقهر وانتهاك لإنسانيتها في كل شيء حتى في أهم قرار مصيري وهو أختيار الزوج اذ يتم إرغامها على الزواج والعيش مع رجل لا تحبه ولا تتوفر فيه أدنى شروط شريك الحياة، فالمرأة في هذه المجتمعات مسلط على رأسها سيف اتهامها بالاستهتار والعهر وتشويه سمعتها في حال قرر ممارسة حقها الإنساني في حرية التفكير والاختيار.[42][43]

- تحت عنوان: «نساء كاتبات رفضن عبادة الرجل» كتب الكاتب حمودة إسماعيلي أن كل من مي غصوب ـ رجاء بن سلامة ـ جمانة حداد ـ نوال السعداوي ـ فاطمة المرنيسي ـ ابتهال الخطيب ـ رندا قسيس ـ نادين البدير ـ فاطمة ناعوت ـ وفاء البوعيسي ـ سناء العاجي ـ سعاد الصباح ـ سيمون دي بوفوار.. كلهن كاتبات انصدمن بنمط (ثقافة) الرجل، وبدل البحث عن الاحتماء، فضلن المواجهة والانفتاح والمعالجة والتحري، فتبيّن لهن الرجل الأسطوري مجرد وهم غذّاه الرجل نفسه كاتب الأساطير الذكورية، وأن المنقذ ليس أكثر من «حلمٍ زائل». بذلك عبّرن عن موقفهن برفض عبادة الرجل، حتى ذهب الأمر ببعضهن لحد تصوير الرجل الأسطوري بشكل كاريكاتيري ساخر. كدلالة إلى أنهن لم يعدن يتلقين الاندهاش من صانع الوهم والأساطير. وأن الإنسان ـ بالنسبة لهن ـ هو المؤدي، وليس الرجل الذي فرض على المرأة وضعية التلقي والاستلقاء.[44]